# Ingrid Petitjean
Ingrid Petitjean (Menton, 11 de diciembre de 1980) es una deportista francesa que compitió en vela en la clase 470.
Ganó cinco medallas en el Campeonato Mundial de 470 entre los años 2002 y 2009, y dos medallas en el Campeonato Europeo de 470, oro en 2005 y plata en 2010.

## Palmarés internacional
| \| Campeonato Mundial \| Campeonato Mundial \| Campeonato Mundial \| Campeonato Mundial \| \| Año \| Lugar \| Medalla \| Clase \| \| ------------------ \| ------------------------------ \| ------------------ \| ------------------ \| \| 2002 \| Cagliari (Italia) \| Medalla de bronce \| 470 \| \| 2003 \| Cádiz (España) \| Medalla de plata \| 470 \| \| 2005 \| San Francisco (Estados Unidos) \| Medalla de bronce \| 470 \| \| 2007 \| Cascaes (Portugal) \| Medalla de plata \| 470 \| \| 2009 \| Rungsted (Dinamarca) \| Medalla de bronce \| 470 \| \| Campeonato Europeo \| \| \| \| \| Año \| Lugar \| Medalla \| Clase \| \| 2005 \| Gdynia (Polonia) \| Medalla de oro \| 470 \| \| 2010 \| Estambul (Turquía) \| Medalla de plata \| 470 \| |                                |                   |       |
| Campeonato Mundial |                                |                   |       |
| Año | Lugar                          | Medalla           | Clase |
| 2002 | Cagliari (Italia)              | Medalla de bronce | 470   |
| 2003 | Cádiz (España)                 | Medalla de plata  | 470   |
| 2005 | San Francisco (Estados Unidos) | Medalla de bronce | 470   |
| 2007 | Cascaes (Portugal)             | Medalla de plata  | 470   |
| 2009 | Rungsted (Dinamarca)           | Medalla de bronce | 470   |
| Campeonato Europeo |                                |                   |       |
| Año | Lugar                          | Medalla           | Clase |
| 2005 | Gdynia (Polonia)               | Medalla de oro    | 470   |
| 2010 | Estambul (Turquía)             | Medalla de plata  | 470   |